# Collegio di Ipswich
Ipswich è un collegio elettorale situato nel Suffolk, nell'Est dell'Inghilterra, e rappresentato alla Camera dei comuni del Parlamento del Regno Unito. Elegge un membro del parlamento con il sistema first-past-the-post, ossia maggioritario a turno unico; l'attuale parlamentare è Jack Abbott del Partito Laburista e Co-Operativo, che rappresenta il collegio dal 2024.

## Estensione
- 1918–1983: il County Borough di Ipswich.
- 1983–2010: i ward del Borough of Ipswich di Bixley, Bridge, Chantry, Gainsborough, Priory Heath, Rushmere, St Clement's, St John's, St Margaret's, Sprites, Stoke Park e Town.
- dal 2010: i ward del Borough of Ipswich di Alexandra, Bixley, Bridge, Gainsborough, Gipping, Holywells, Priory Heath, Rushmere, St John’s, St Margaret’s, Sprites, Stoke Park e Westgate.

L'attuale collegio consiste del Borough di Ipswich, la cui parte nord-occidentale fu trasferita nel collegio di Central Suffolk in occasione delle elezioni generali del 1983. Prima del Reform Act 1832 il voto a Ipswich era nelle mani della Ipswich Corporation.

## Membri del parlamento
| Elezione     | Primo deputato         | Primo deputato       | Primo partito | Secondo deputato    | Secondo deputato      | Secondo partito |
| ------------ | ---------------------- | -------------------- | ------------- | ------------------- | --------------------- | --------------- |
| 1832         |                        | James Morrison       |               |                     | Rigby Wason           | Whigs           |
| 1835         |                        | Fitzroy Kelly        | Tory          |                     | Robert Christopher    | Conservatore    |
| 1835 (S)     |                        | James Morrison       |               |                     | Rigby Wason           | Whigs           |
| 1837         |                        | Thomas Milner Gibson | Conservatore  | Henry Tufnell       |                       | Whigs           |
| 1838 (S)     |                        | Thomas Milner Gibson | Conservatore  | Fitzroy Kelly       | Tory                  |                 |
| 1839 (S)     |                        | Thomas John Cochrane |               | Fitzroy Kelly       | Tory                  |                 |
| 1841         |                        | Rigby Wason          | Whigs         |                     | George Rennie         | Whigs           |
| Giu 1842 (S) |                        | John Cuffe           | Conservatore  |                     | Thomas Gladstone      | Conservatore    |
| Ago 1842 (S) | John Neilson Gladstone | Sackville Lane-Fox   | Conservatore  |                     |                       | Conservatore    |
| 1847         | John Cobbold           |                      | Conservatore  | Hugh Adair          | Liberale              |                 |
| 1868         |                        | Henry Wyndham West   | Liberale      | Hugh Adair          | Liberale              |                 |
| 1874         |                        | John Cobbold         | Conservatore  |                     | James Redfoord Bulwer | Conservatore    |
| 1876 (S)     | Thomas Cobbold         |                      | Conservatore  |                     | James Redfoord Bulwer | Conservatore    |
| 1880         | Thomas Cobbold         |                      | Conservatore  | Jesse Collings      | Liberale              |                 |
| 1883 (S)     |                        | Henry Wyndham West   | Liberale      | Jesse Collings      | Liberale              |                 |
| 1886 (S)     |                        | Charles Dalrymple    | Conservatore  |                     | Hugo Chatteris        | Conservatore    |
| 1895         |                        | Charles Dalrymple    | Conservatore  | Daniel Ford Goddard | Liberale              |                 |
| 1906         |                        | Felix Cobbold        | Liberale      | Daniel Ford Goddard | Liberale              |                 |
| Gen 1910     | Silvester Horne        |                      | Liberale      | Daniel Ford Goddard | Liberale              |                 |
| 1914 (S)     |                        | John Ganzoni         | Conservatore  | Daniel Ford Goddard | Liberale              |                 |

Dal 1918 il collegio divenne uninominale.
| Elezione | Elezione    | Deputato       | Partito         |
| -------- | ----------- | -------------- | --------------- |
|          | 1918        | John Ganzoni   | Conservatore    |
|          | 1923        | Robert Jackson | Laburista       |
|          | 1924        | John Ganzoni   | Conservatore    |
|          | 1938 (S)    | Richard Stokes | Laburista       |
| 1957 (S) | Dingle Foot |                | Laburista       |
|          | 1970        | Ernle Money    | Conservatore    |
|          | Ott 1974    | Kenneth Weetch | Laburista       |
|          | 1987        | Michael Irvine | Conservatore    |
|          | 1992        | Jamie Cann     | Laburista       |
| 2001 (S) | Chris Mole  |                | Laburista       |
|          | 2010        | Ben Gummer     | Conservatore    |
|          | 2017        | Sandy Martin   | Laburista       |
|          | 2019        | Tom Hunt       | Conservatore    |
|          | 2024        | Jack Abbott    | Laburista Co-Op |

## Elezioni

### Elezioni negli anni 2020
| Partito                    | Partito                                                 | Candidato                  | Risultati 4 luglio 2024 | Risultati 4 luglio 2024 |
| Partito                    | Partito                                                 | Candidato                  | Voti                    | %                       |
| -------------------------- | ------------------------------------------------------- | -------------------------- | ----------------------- | ----------------------- |
|                            | Laburista Co-Op                                         | Jack Abbott                | 19 099                  | 43,34                   |
|                            | Conservatore                                            | Tom Hunt                   | 11 696                  | 26,54                   |
|                            | Reform UK                                               | Tony Love                  | 7 027                   | 15,94                   |
|                            | Verdi                                                   | Adria Pittock              | 3 652                   | 8,29                    |
|                            | Lib Dem                                                 | James Sandbach             | 2 241                   | 5,08                    |
|                            | Comunista                                               | Freddie Sofar              | 205                     | 0,47                    |
|                            | Heritage                                                | Terence Charles            | 151                     | 0,34                    |
|                            |                                                         |                            |                         |                         |
| Iscritti                   | Iscritti                                                | Iscritti                   | 76 319                  | 100,00                  |
| ↳ Votanti (% su iscritti)  | ↳ Votanti (% su iscritti)                               | ↳ Votanti (% su iscritti)  | 44 071                  | 57,75                   |
| ↳ Astenuti (% su iscritti) | ↳ Astenuti (% su iscritti)                              | ↳ Astenuti (% su iscritti) | 32 248                  | 42,25                   |
|                            |                                                         |                            |                         |                         |
|                            | Esito: collegio passa da Conservatore a Laburista Co-Op |                            |                         |                         |

### Elezioni negli anni 2010
| Partito                    | Partito                                           | Candidato                  | Risultati 12 dicembre 2019 | Risultati 12 dicembre 2019 |
| Partito                    | Partito                                           | Candidato                  | Voti                       | %                          |
| -------------------------- | ------------------------------------------------- | -------------------------- | -------------------------- | -------------------------- |
|                            | Conservatore                                      | Tom Hunt                   | 24 952                     | 50,33                      |
|                            | Laburista                                         | Sandy Martin               | 19 473                     | 39,28                      |
|                            | Lib Dem                                           | Adrian Hyyrylainen-Trett   | 2 439                      | 4,92                       |
|                            | Brexit                                            | Nicola Thomas              | 1 432                      | 2,89                       |
|                            | Verdi                                             | Barry Broom                | 1 283                      | 2,59                       |
|                            |                                                   |                            |                            |                            |
| Iscritti                   | Iscritti                                          | Iscritti                   | 75 525                     | 100,00                     |
| ↳ Votanti (% su iscritti)  | ↳ Votanti (% su iscritti)                         | ↳ Votanti (% su iscritti)  | 49 579                     | 65,65                      |
| ↳ Astenuti (% su iscritti) | ↳ Astenuti (% su iscritti)                        | ↳ Astenuti (% su iscritti) | 25 946                     | 34,35                      |
|                            |                                                   |                            |                            |                            |
|                            | Esito: collegio passa da Laburista a Conservatore |                            |                            |                            |

| Partito                    | Partito                                           | Candidato                  | Risultati 8 giugno 2017 | Risultati 8 giugno 2017 |
| Partito                    | Partito                                           | Candidato                  | Voti                    | %                       |
| -------------------------- | ------------------------------------------------- | -------------------------- | ----------------------- | ----------------------- |
|                            | Laburista                                         | Sandy Martin               | 24 224                  | 47,37                   |
|                            | Conservatore                                      | Ben Gummer                 | 23 393                  | 45,75                   |
|                            | UKIP                                              | Tony Gould                 | 1 372                   | 2,68                    |
|                            | Lib Dem                                           | Adrian Hyyrylainen-Trett   | 1 187                   | 2,32                    |
|                            | Verdi                                             | Charlotte Armstrong        | 840                     | 1,64                    |
|                            | Indipendente                                      | David Tabane               | 121                     | 0,24                    |
|                            |                                                   |                            |                         |                         |
| Iscritti                   | Iscritti                                          | Iscritti                   | 74 761                  | 100,00                  |
| ↳ Votanti (% su iscritti)  | ↳ Votanti (% su iscritti)                         | ↳ Votanti (% su iscritti)  | 51 137                  | 68,40                   |
| ↳ Astenuti (% su iscritti) | ↳ Astenuti (% su iscritti)                        | ↳ Astenuti (% su iscritti) | 23 624                  | 31,60                   |
|                            |                                                   |                            |                         |                         |
|                            | Esito: collegio passa da Conservatore a Laburista |                            |                         |                         |

| Partito                    | Partito                                   | Candidato                  | Risultati 7 maggio 2015 | Risultati 7 maggio 2015 |
| Partito                    | Partito                                   | Candidato                  | Voti                    | %                       |
| -------------------------- | ----------------------------------------- | -------------------------- | ----------------------- | ----------------------- |
|                            | Conservatore                              | Ben Gummer                 | 21 794                  | 44,77                   |
|                            | Laburista                                 | David Ellesmere            | 18 051                  | 37,08                   |
|                            | UKIP                                      | Maria Vigneau              | 5 703                   | 11,71                   |
|                            | Verdi                                     | Barry Broom                | 1 736                   | 3,57                    |
|                            | Lib Dem                                   | Chika Akinwale             | 1 400                   | 2,88                    |
|                            |                                           |                            |                         |                         |
| Iscritti                   | Iscritti                                  | Iscritti                   | 74 455                  | 100,00                  |
| ↳ Votanti (% su iscritti)  | ↳ Votanti (% su iscritti)                 | ↳ Votanti (% su iscritti)  | 48 694                  | 65,40                   |
| ↳ Astenuti (% su iscritti) | ↳ Astenuti (% su iscritti)                | ↳ Astenuti (% su iscritti) | 25 761                  | 34,60                   |
|                            |                                           |                            |                         |                         |
|                            | Esito: collegio confermato a Conservatore |                            |                         |                         |

| Partito                    | Partito                                           | Candidato                  | Risultati 6 maggio 2010 | Risultati 6 maggio 2010 |
| Partito                    | Partito                                           | Candidato                  | Voti                    | %                       |
| -------------------------- | ------------------------------------------------- | -------------------------- | ----------------------- | ----------------------- |
|                            | Conservatore                                      | Ben Gummer                 | 18 371                  | 39,14                   |
|                            | Laburista                                         | Chris Mole                 | 16 292                  | 34,71                   |
|                            | Lib Dem                                           | Mark Dyson                 | 8 556                   | 18,23                   |
|                            | UKIP                                              | Chris Streatfield          | 1 365                   | 2,91                    |
|                            | BNP                                               | Dennis Boater              | 1 270                   | 2,71                    |
|                            | Verdi                                             | Tim Glover                 | 775                     | 1,65                    |
|                            | Cristiano                                         | Kim Christofi              | 149                     | 0,32                    |
|                            | Indipendente                                      | Peter Turtill              | 93                      | 0,20                    |
|                            | Indipendente                                      | Sally Wainman              | 70                      | 0,15                    |
|                            |                                                   |                            |                         |                         |
| Iscritti                   | Iscritti                                          | Iscritti                   | 78 365                  | 100,00                  |
| ↳ Votanti (% su iscritti)  | ↳ Votanti (% su iscritti)                         | ↳ Votanti (% su iscritti)  | 46 941                  | 59,90                   |
| ↳ Astenuti (% su iscritti) | ↳ Astenuti (% su iscritti)                        | ↳ Astenuti (% su iscritti) | 31 424                  | 40,10                   |
|                            |                                                   |                            |                         |                         |
|                            | Esito: collegio passa da Laburista a Conservatore |                            |                         |                         |

### Elezioni negli anni 2000
| Partito                    | Partito                                | Candidato                  | Risultati 5 maggio 2005 | Risultati 5 maggio 2005 |
| Partito                    | Partito                                | Candidato                  | Voti                    | %                       |
| -------------------------- | -------------------------------------- | -------------------------- | ----------------------- | ----------------------- |
|                            | Laburista                              | Chris Mole                 | 18 336                  | 43,78                   |
|                            | Conservatore                           | Paul West                  | 13 004                  | 31,05                   |
|                            | Lib Dem                                | Richard Atkins             | 8 464                   | 20,21                   |
|                            | UKIP                                   | Alison West                | 1 134                   | 2,71                    |
|                            | Democratici                            | Jervis Kay                 | 641                     | 1,53                    |
|                            | Indipendente                           | Sally Wainman              | 299                     | 0,71                    |
|                            |                                        |                            |                         |                         |
| Iscritti                   | Iscritti                               | Iscritti                   | 68 878                  | 100,00                  |
| ↳ Votanti (% su iscritti)  | ↳ Votanti (% su iscritti)              | ↳ Votanti (% su iscritti)  | 41 878                  | 60,80                   |
| ↳ Astenuti (% su iscritti) | ↳ Astenuti (% su iscritti)             | ↳ Astenuti (% su iscritti) | 27 000                  | 39,20                   |
|                            |                                        |                            |                         |                         |
|                            | Esito: collegio confermato a Laburista |                            |                         |                         |

| Partito                    | Partito                                | Candidato                  | Risultati 22 novembre 2001 | Risultati 22 novembre 2001 |
| Partito                    | Partito                                | Candidato                  | Voti                       | %                          |
| -------------------------- | -------------------------------------- | -------------------------- | -------------------------- | -------------------------- |
|                            | Laburista                              | Chris Mole                 | 11 881                     | 43,35                      |
|                            | Conservatore                           | Paul West                  | 7 794                      | 28,44                      |
|                            | Lib Dem                                | Tessa Munt                 | 6 146                      | 22,43                      |
|                            | Popoli Cristiani                       | David Coope                | 581                        | 2,12                       |
|                            | UKIP                                   | Jonathan Wright            | 276                        | 1,01                       |
|                            | Verdi                                  | Tony Slade                 | 255                        | 0,93                       |
|                            | Legalise Cannabis                      | John Ramirez               | 236                        | 0,86                       |
|                            | Alleanza Socialista                    | Peter Leech                | 152                        | 0,55                       |
|                            | English Independence Party             | Nicolas Winskill           | 84                         | 0,31                       |
|                            |                                        |                            |                            |                            |
| Iscritti                   | Iscritti                               | Iscritti                   | 68 171                     | 100,00                     |
| ↳ Votanti (% su iscritti)  | ↳ Votanti (% su iscritti)              | ↳ Votanti (% su iscritti)  | 27 405                     | 40,20                      |
| ↳ Astenuti (% su iscritti) | ↳ Astenuti (% su iscritti)             | ↳ Astenuti (% su iscritti) | 40 766                     | 59,80                      |
|                            |                                        |                            |                            |                            |
|                            | Esito: collegio confermato a Laburista |                            |                            |                            |

| Partito                    | Partito                                | Candidato                  | Risultati 7 giugno 2001 | Risultati 7 giugno 2001 |
| Partito                    | Partito                                | Candidato                  | Voti                    | %                       |
| -------------------------- | -------------------------------------- | -------------------------- | ----------------------- | ----------------------- |
|                            | Laburista                              | Jamie Cann                 | 19 952                  | 51,33                   |
|                            | Conservatore                           | Edward Wild                | 11 871                  | 30,54                   |
|                            | Lib Dem                                | Terence Gilbert            | 5 904                   | 15,19                   |
|                            | UKIP                                   | William Vinyard            | 624                     | 1,61                    |
|                            | Alleanza Socialista                    | Peter Leech                | 305                     | 0,78                    |
|                            | Laburista Socialista                   | Shaun Gratton              | 217                     | 0,56                    |
|                            |                                        |                            |                         |                         |
| Iscritti                   | Iscritti                               | Iscritti                   | 68 198                  | 100,00                  |
| ↳ Votanti (% su iscritti)  | ↳ Votanti (% su iscritti)              | ↳ Votanti (% su iscritti)  | 38 873                  | 57,00                   |
| ↳ Astenuti (% su iscritti) | ↳ Astenuti (% su iscritti)             | ↳ Astenuti (% su iscritti) | 29 325                  | 43,00                   |
|                            |                                        |                            |                         |                         |
|                            | Esito: collegio confermato a Laburista |                            |                         |                         |

## Risultati dei referendum

### Referendum sulla permanenza del Regno Unito nell'Unione europea del 2016
|             | Collegio | Lasciare UE % | Rimanere in UE % |
| ----------- | -------- | ------------- | ---------------- |
|             | Ipswich  | 56,5%         | 43,5%            |
| Inghilterra | 53,3%    | 46,7%         |                  |
| Regno Unito | 51,9%    | 48,1%         |                  |